# چکمه‌جه
چکمه‌جه (به ترکی استانبولی: Çekmece) شهری است در کشور ترکیه که در استان ختای واقع شده‌است. جمعیت این شهر بر اساس سرشماری سال ۲۰۰۸ میلادی ۱۶٬۴۹۲ نفر و بر اساس برآوردهای سال ۲۰۰۹ میلادی ۱۶٬۲۹۰ نفر می‌باشد.